# Singapore Open 1994
Il Singapore Open 1994 è stato un torneo di tennis giocato sul cemento.
È stata la 6ª e ultima edizione femminile del torneo, che fa parte della categoria Tier IV nell'ambito del WTA Tour 1994.
Si è giocato a Kallang in Singapore, dal 18 al 24 aprile 1994.

## Campioni

### Singolare
Naoko Sawamatsu ha battuto in finale  Florencia Labat con il punteggio di 7–5, 7–5

### Doppio
Patty Fendick /  Meredith McGrath hanno battuto in finale  Nicole Arendt /  Kristine Radford con il punteggio di 6–4, 6–1